# Radical History Review
Radical History Review ou RHR est une revue académique publiée trois fois par an par les Duke University Press de l'Université Duke en Caroline du Nord aux États-Unis depuis 1978.

## Historique
Le champ de publication de la Radical History Review est l'histoire occidentale ou non occidentale et l'engagement politique dans les domaines des identités féminine et masculine, de la race, de la sexualité, de l'impérialisme, et des classes sociales. Les RHR sont gérées par un collectif d'historiens.
La revue Radical History Review se présente comme un lieu de rencontre entre l'historiographie rigoureuse et l'engagement politique. Son intention est de publier dans une langue non jargonisante les meilleurs travaux d'historiens radicaux marxistes et non-marxistes. Elle aborde les problématiques de genre, de race, de sexualité, d'impérialisme et de classe, et étend l'analyse historique à l'histoire occidentale et non occidentale. 
Les RHR sont gérées par un collectif d'historiens.